# Alexander Lüneburg (Politiker, 1240)

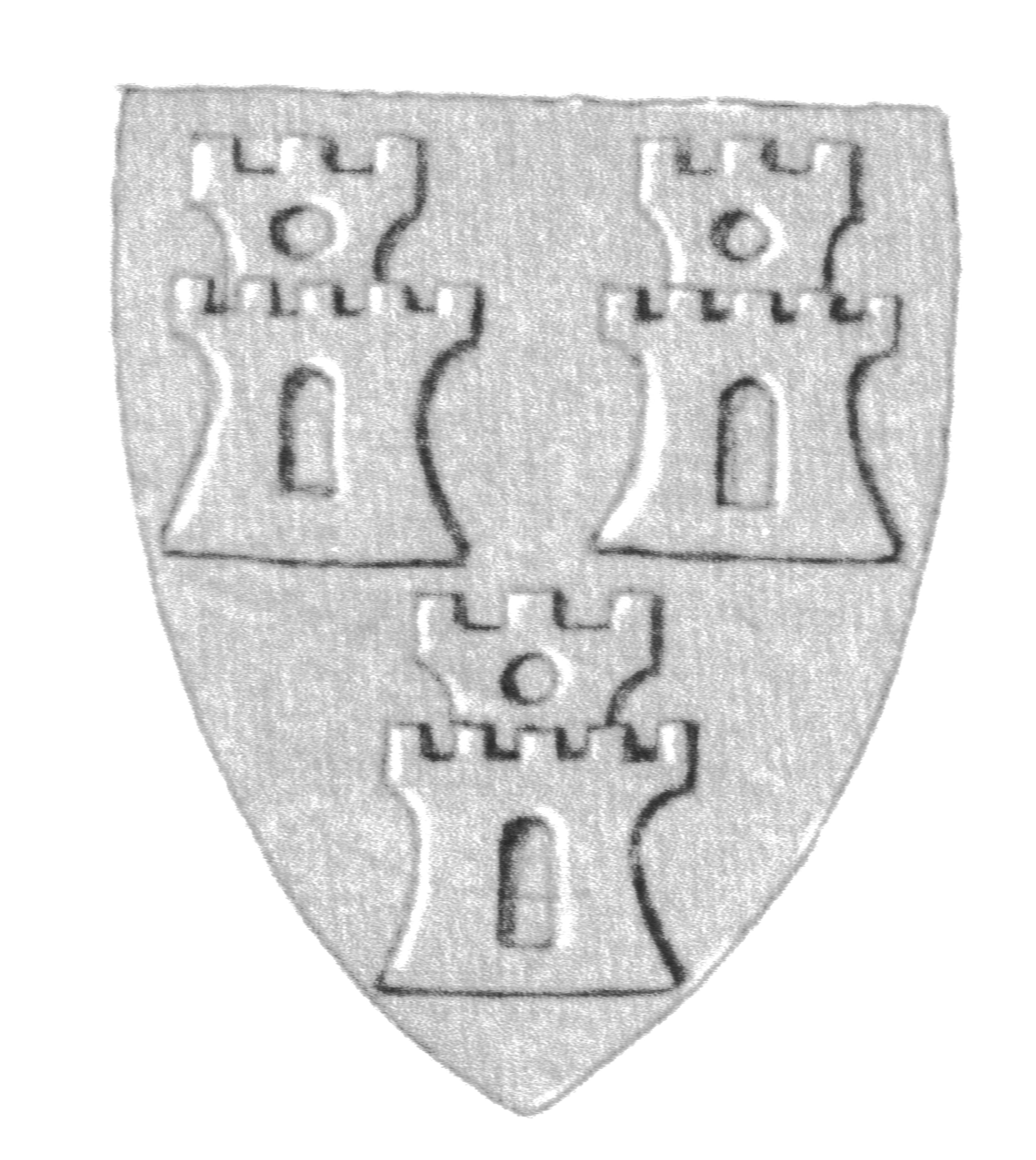
Siegel des Bürgermeisters Alexander Lüneburg um 1302

Alexander Lüneburg (* 1240; † 13. Juli 1302 in Lübeck) war ein deutscher Ratsherr und Bürgermeister der Hansestadt Lübeck.

## Leben
Alexander Lüneburg kam von Livland nach Lübeck. Er wurde der erste Ratsherr und Lübecker Bürgermeister der Patrizierfamilie von Lüneburg in der Stadt. Wohl 1293 wurde er in den Rat erwählt und war in den Jahren 1297 und 1298 Kämmereiherr. Ebenfalls 1297 war er Mitzeichner einer Anleihe, die der Bremer Erzbischof Giselbert von Brunkhorst in Lübeck aufnahm. 1302 wurde er im Rat zum Bürgermeister bestimmt. Er wurde in der Katharinenkirche beerdigt, wo sich seine Wappengrabplatte mit Inschrift befindet. Sein Wohnhaus befand sich in der Johannisstraße 11. Er war verheiratet mit Elisabeth von Morneweg, die nach seinem Tod den späteren Bürgermeister Albert von Bardewik heiratete.